# Родитис
Родѝтис или Хаджи Омурлу (на гръцки: Ροδίτης, до 1927 година Χατζή Ομουρλού, Хаджи Омурлу) е село в Република Гърция, част от дем Сервия на област Западна Македония.

## География
Селото е разположено на 390 m надморска височина, на левия бряг на река Бистрица (Алиакмонас).

## История

### В Османската империя
Според статистиката на Васил Кънчов („Македония. Етнография и статистика“) през 1900 година в Омерли, Кожанска каза, има 330 турци.
На Етнографската карта на Битолския вилает на Картографския институт в София от 1901 година Омурли (Хаджи) е чисто турско село в Кожанската каза на Серфидженския санджак с 62 къщи.
Според статистика на Серфидженския санджак на гръцкото консулство в Еласона от 1904 година в Хаджиомурлу (Χατζηομουρλού), Кожанска каза, живеят 350 турци.

### В Гърция
През октомври 1912 година, по време на Балканската война, в селото влизат гръцки част и след Междусъюзническата война в 1913 година Хаджи Омурлу остава в Гърция. В 1923 година мюсюлманското население на селото се изселва и в Хаджи Омурлу са заселени гърци бежанци. В 1927 година името на селото е сменено на Родитис. В 1928 година Родитис е чисто бежанско селище с 65 бежански семейства и 241 жители бежанци.
Населението традиционно произвежда тютюн, жито, овошки и други земеделски продукти.
| Име        | Име          | Ново име   | Ново име   | Описание                                    |
| ---------- | ------------ | ---------- | ---------- | ------------------------------------------- |
| Герен Гулу | Γερέν Γουλού | Рема       | Ρέμα       | река на С от Родитис                        |
| Мандарлик  | Μανταρλίκ    | Воскес     | Βοσκές     | връх в Скопос на С от Родитис (885 m)       |
| Кур тепе   | Κούρ Τεπέ    | Гимни Рахи | Γυμνή Ράχη | възвишение в Скопос на С от Родитис (564 m) |

| Година    | 1913 | 1920 | 1928 | 1940 | 1951 | 1961 | 1971 | 1981 | 1991 | 2001 | 2011 | 2021 |
| --------- | ---- | ---- | ---- | ---- | ---- | ---- | ---- | ---- | ---- | ---- | ---- | ---- |
| Население | 364  | 309  | 185  | 377  | 424  | 416  | 274  | 307  | 318  | 270  | 263  | 237  |